# Municipio de Jackson (condado de Monroe, Misuri)
El municipio de Jackson (en inglés: Jackson Township) es un municipio ubicado en el condado de Monroe en el estado estadounidense de Misuri. En el año 2010 tenía una población de 2416 habitantes y una densidad poblacional de 6,19 personas por km².

## Geografía
El municipio de Jackson se encuentra ubicado en las coordenadas 39°27′21″N 92°0′50″O / 39.45583, -92.01389. Según la Oficina del Censo de los Estados Unidos, el municipio tiene una superficie total de 390.11 km², de la cual 385,37 km² corresponden a tierra firme y (1,22 %) 4,74 km² es agua.

## Demografía
Según el censo de 2010, había 2416 personas residiendo en el municipio de Jackson. La densidad de población era de 6,19 hab./km². De los 2416 habitantes, el municipio de Jackson estaba compuesto por el 95,61 % blancos, el 3,02 % eran afroamericanos, el 0,17 % eran amerindios, el 0,12 % eran asiáticos, el 0,04 % eran de otras razas y el 1,03 % eran de una mezcla de razas. Del total de la población el 0,66 % eran hispanos o latinos de cualquier raza.